# Astragalus scaphoides
Astragalus scaphoides är en ärtväxtart som först beskrevs av Marcus Eugene Jones, och fick sitt nu gällande namn av Per Axel Rydberg. Astragalus scaphoides ingår i släktet vedlar, och familjen ärtväxter. Inga underarter finns listade i Catalogue of Life.